# Partito Liberale Serbo
Il Partito Liberale Serbo (in serbo Српска либерална странка?, Srpska liberalna stranka o SLS) è stato un partito politico liberal-conservatore e monarchico in Serbia, attivo dal 1991 al 2010.

## Storia
Il Comitato di iniziativa del Partito Democratico (DS) ha annunciato l'intenzione di costituirsi come nuovo partito politico alla fine del 1989. Il partito ha cercato di far rivivere l'omonimo partito tra le due guerre e di presentarsi come un "civico" e "centrista" 'identità. Tuttavia, il DS era caratterizzato da un numero di gruppi eterogenei e filoni di opinione.
Un elemento all'interno del partito si è opposto per certi aspetti all'orientamento sostenuto da figure di spicco ed ex membri del gruppo Praxis come Dragoljub Mićunović e Zoran Đinđić. Questo gruppo comprendeva Kosta Čavoški, Nikola Milošević e Vojislav Koštunica. La loro analisi ha sottolineato la necessità che i DS svolgano un ruolo anticomunista più forte.
In vista delle elezioni generali del 1990, l'opposizione associata della Serbia ha inviato una lettera aperta a Slobodan Milošević chiedendo una campagna elettorale di novanta giorni, due ore di trasmissione televisiva assegnate all'opposizione, affinché tutte le parti abbiano una rappresentanza in organi elettorali e rinnovato il loro appello per i colloqui a tavola rotonda. La lettera aperta è stata presentata a una manifestazione di circa 40.000 da Čavoški il 12 settembre. Il governo ha risposto concedendo alcune concessioni all'opposizione, inclusa la disposizione per l'accesso dell'opposizione alla televisione durante la campagna e una riduzione del numero di firme necessarie per la nomina di un candidato. Benché insoddisfatti, Mićunović e Đinđić hanno sostenuto una risoluzione approvata dal comitato principale del DS l'8 ottobre che il DS avrebbe partecipato alle elezioni. Đinđić ha sostenuto che l'opposizione non poteva ignorare l'opportunità di "registrare le azioni illegali dei socialisti al potere e informarne il pubblico". Il 9 ottobre un certo numero di personalità di spicco ha espresso insoddisfazione per questa risoluzione e ha sostenuto un boicottaggio elettorale, tra cui Čavoški, Milošević, Aleksandar Petrović, Milan Božić e Vladeta Janković.
Il fallimento dell'opposizione serba nel compiere una svolta alle elezioni generali del 1990 portò a un periodo di introspezione e riallineamento tra i partiti dell'opposizione. La fazione del Partito Democratico (DS) che aveva favorito un boicottaggio elettorale incolpò il leader del partito centrista Dragoljub Mićunović per la catastrofica sconfitta che avevano subito. A loro avviso, la politica di partecipazione, favorita da Mićunović e Zoran Đinđić, aveva conferito legittimità politica al regime di Milošević, ottenendo in cambio una piccola ricompensa elettorale. C'era una forte correlazione tra le persone che hanno sostenuto questa posizione e quelle che si erano opposte a Mićunović sulla questione nazionale durante il congresso dei DS del settembre precedente.
Il 22 gennaio 1991, questo gruppo, inclusi gli accademici Nikola Milošević e Kosta Čavoški, ex avversario di Mićunović nelle elezioni interne al partito, così come Vladan Vasiljević, il direttore Aleksandar Petrović e il matematico Milan Božić, lasciarono il Partito Democratico per formare il Partito Liberale Serbo (SLS).
 Il partito è stato sostenuto anche da altri eminenti accademici come Vasilije Krestić, Smilja Avramov, Milo Lompar e Žarko Trebješanin.
Essendo uscito dal corpo principale del DS e non dovendo più accogliere le credenze "razionaliste" del gruppo Praxis, il SLS assunse una tonalità ideologica sempre più tradizionalista. Il 16 ottobre 1991, il SLS cambiò formalmente la sua politica da uno di repubblicanesimo a monarchico. Il 21 ottobre, ha svolto un ruolo chiave nella fondazione del Movimento per la rinascita della monarchia costituzionale. Čavoški dichiarò che l'introduzione di una monarchia costituzionale in Serbia avrebbe segnato una rottura simbolica ma radicale con il passato. Mentre la formazione del SLS è stata contrassegnata dall'allontanamento dal DS di alcuni dei suoi membri fondatori e figure chiave dell'ala "anticomunista / nazionale" del partito, questa corrente ha continuato a essere rappresentata da individui influenti come Vojislav Koštunica e Borislav Pekić e lo SLS non furono in grado a lungo termine di rappresentare una seria sfida per il loro ex partito. Zoran Đinđić assunse il ruolo di capo del comitato esecutivo del DS che era stato lasciato libero da Čavoški.
Lo SLS si è unito al Movimento per il rinnovo serbo (SPO) e alla Nuova democrazia nell'alleanza di breve durata dell'Opposizione Serba Democratica Unita (USDO) il 22 maggio 1991. L'alleanza ha organizzato una manifestazione in Piazza della Repubblica il 9 giugno 1991. A differenza della dimostrazione del 9 marzo, questa non venne bandito dalle autorità e si tenne senza incidenti violenti. La manifestazione è stata condannata da Vojislav Šešelj come un "atto di tradimento", dopo il quale l'USDO ha reagito, etichettando i suoi sostenitori come "cetnici rossi" e lui stesso come "Vojvoda rossa" per il suo percepito stretto rapporto con il regime socialista di Milošević. L'alleanza non includeva il Partito Democratico che si opponeva ad esso sia per motivi organizzativi che ideologici, dichiarando che l'orientamento nazionalista dell'USDO era contrario alla sua ideologia civica. L'USDO ha contestato il seggio di Rakovica alla fine di giugno, dopo la morte del politico socialista e scrittore Miodrag Bulatović . Il loro candidato Jovan Marjanović ha affrontato Borislav Pekić del DS e Vojislav Šešelj dell'SRS, nonché un membro minore dell'SPS, Radoš Karaklajić. Šešelj fu eletto e l'USDO si frammentò e cessò di funzionare durante l'estate del 1991.
Il 23 maggio 1992, la SLS si unì alla coalizione del Movimento democratico della Serbia (DEPOS) con la SPO, la Nuova Democrazia e il Partito contadino serbo. La leadership del Partito Democratico si rifiutò di unirsi, affermando che i partiti che costituivano il DEPOS erano "fissati su fronti popolari" e citando il loro disaccordo con il forte orientamento monarchico e neo-tradizionalista della coalizione. Ljubomir Tadić, fondatore del Partito Democratico ed ex intellettuale della Praxis, ha parlato con disprezzo dell'SPO, nonché del "suo satellite, il Partito liberale". L'ala destra del DS sotto Vojislav Koštunica si sarebbe divisa alla fine di luglio 1992 per formare il Partito Democratico della Serbia (DSS), dopodiché il DSS si sarebbe unito al DEPOS.
Il Partito Liberale Serbo si ritirò dal DEPOS insieme al DSS nel novembre 1993, in vista delle elezioni del 1993. Il SLS annunciò che avrebbe boicottato le elezioni, che considerava un dispositivo utilizzato da Slobodan Milošević per consolidare il suo potere personale. Tuttavia, un membro di alto livello dello SLS, Milan Božić, scelse di rimanere con il DEPOS, e in seguito si sarebbe unito allo SPO in qualità di consulente chiave di Vuk Drašković.
Sotto la nuova guida di Zoran Đinđić, il DS iniziò a seguire un corso "nazional-democratico" dalla fine del 1994 al 1995. Dragoljub Mićunović fu espulso il 2 dicembre 1995 e il 3 dicembre fu annunciato che una nuova Alleanza Democratica (DA) era in via di formazione, una coalizione che avrebbe unito il DS, il DSS, lo SLS e il Partito dell'Assemblea Nazionale (SNS) dell'ex membro SPO Slobodan Rakitić. La coalizione si sciolse nel marzo 1996 quando i DS si unirono al coalizione Zajedno con la SPO e l'Alleanza civica della Serbia (GSS), una mossa che Kosta Čavoški descrisse come "innaturale" e "un tradimento dell'interesse nazionale serbo".
Lo SLS ha boicottato le elezioni del 1997, insieme a DS, DSS, GSS e SNS.
Alle elezioni parlamentari del 2003 il partito ottenne un seggio nell'Assemblea Nazionale, facente parte di una lista guidato dal DSS.
Dopo la morte di Nikola Milošević nel 2007, il partito è stato guidato da Milovan Jeremić.
Il partito liberale serbo ha cessato ufficialmente di esistere il 24 gennaio 2010. Il suo successore legale è il gruppo civico detto Consiglio liberale Serbo  (in serbo Српски либерални савет? o Srpski liberalni savet).

## Attività di revisionismo storico
La SLS ha svolto un ruolo di primo piano in diverse richieste di riabilitazione .
Il 3 maggio 2006 lo SLS, insieme a diversi altri partiti, tra cui l'ala giovanile del Partito Democratico della Serbia, ha presentato una richiesta di riabilitazione di Slobodan Jovanović, Primo Ministro del governo jugoslavo in esilio e presidente del gruppo conservatore detto Club Culturale Serbo. Jovanović è stato riabilitato il 26 ottobre 2007 e i suoi resti sono stati trasferiti in Serbia e nuovamente sepolti il 10 dicembre 2011.

## Lavori editoriali
Oltre al loro lavoro politico, il Partito liberale serbo ha pubblicato numerosi testi dei suoi membri di spicco, nonché la rivista mensile Liberal curata da Vladan Banković tra il 1994 e il 1995.
- (SR) Nedić (a cura di), Da li je bilo sve tako u Srebrenici?, Belgrado, Srpska liberalna stranka, 2005, ISBN 86-907073-1-X.  (SR) Nedić (a cura di), Da li je bilo sve tako u Srebrenici?, Belgrado, Srpska liberalna stranka, 2005, ISBN 86-907073-1-X.  (SR) Nedić (a cura di), Da li je bilo sve tako u Srebrenici?, Belgrado, Srpska liberalna stranka, 2005, ISBN 86-907073-1-X.
- (SR) Pavle Milošević, Jugoslovenska vojska u otadžbini 1941-1945, Belgrado, Srpska liberalna stranka, 2005, ISBN 86-907073-2-8.  (SR) Pavle Milošević, Jugoslovenska vojska u otadžbini 1941-1945, Belgrado, Srpska liberalna stranka, 2005, ISBN 86-907073-2-8.  (SR) Pavle Milošević, Jugoslovenska vojska u otadžbini 1941-1945, Belgradp, Srpska liberalna stranka, 2005, ISBN 86-907073-2-8. ( L'esercito jugoslavo in patria 1941-1945)
- (SR) Đurišić (a cura di), Odabrani tekstovi akademika Nikole Miloševića i akademika Koste Čavoškog, Belgrado, Srpska liberalna stranka, 2005, ISBN 86-907073-0-1.  (SR) Đurišić (a cura di), Odabrani tekstovi akademika Nikole Miloševića i akademika Koste Čavoškog, Belgrado, Srpska liberalna stranka, 2005, ISBN 86-907073-0-1.  (SE) Đurišić (a cura di), Odabrani tekstovi akademika Nikole Miloševića i akademika Koste Čavoškog, Belgrado, Srpska liberalna stranka, 2005, ISBN 86-907073-0-1. (Testi selezionati dell'accademico Nikola Milošević e dell'accademico Kosta Čavoški)
- (SE) Slava Čortanović, Slobodan Mavrenović e Aleksandar Nedić, Drugačija istina, Belgrado, Srpska liberalna stranka, 2006, ISBN 86-907073-5-2.  (SR) Slava Čortanović, Slobodan Mavrenović e Aleksandar Nedić, Drugačija istina, Belgrado, Srpska liberalna stranka, 2006, ISBN 86-907073-5-2.  (SR) Slava Čortanović, Slobodan Mavrenović e Aleksandar Nedić, Drugačija istina, Belgrado, Srpska liberalna stranka, 2006, ISBN 86-907073-5-2. (Una verità diversa)
- (SR) Pavle Nikolić, Milovan Jeremić e Aleksandar Nedić, Bez kralja ne valja – zašto je Srbiji potrebna monarhija, Belgrado, Srpska liberalna stranka, 2006, ISBN 86-907073-4-4.  (SR) Pavle Nikolić, Milovan Jeremić e Aleksandar Nedić, Bez kralja ne valja – zašto je Srbiji potrebna monarhija, Belgrado, Srpska liberalna stranka, 2006, ISBN 86-907073-4-4.  (SR) Pavle Nikolić, Milovan Jeremić e Aleksandar Nedić, Bez kralja ne valja – zašto je Srbiji potrebna monarhija, Belgrado, Srpska liberalna stranka, 2006, ISBN 86-907073-4-4. (Non va bene senza re - Perché la Serbia ha bisogno della sua monarchia)
- (SR) Mavrenović (a cura di), Slobodan Jovanović - život i delo, Belgrado, Srpska liberalna stranka, 2006, ISBN 86-907073-3-6.  (SR) Mavrenović (a cura di), Slobodan Jovanović - život i delo, Belgrado, Srpska liberalna stranka, 2006, ISBN 86-907073-3-6.  (SR) Mavrenović (a cura di), Slobodan Jovanović - život i delo, Belgrado, Srpska liberalna stranka, 2006, ISBN 86-907073-3-6. ( Slobodan Jovanović - Vita e opere)
- (SR) Nikola Milošević, Zapisi o lažnim demokratama : odabrani ogledi Nikole Miloševića, Belgrado, Srpska liberalna stranka, 2007, ISBN 978-86-907073-8-6.  (SR) Nikola Milošević, Zapisi o lažnim demokratama : odabrani ogledi Nikole Miloševića, Belgrado, Srpska liberalna stranka, 2007, ISBN 978-86-907073-8-6.  (SR) Nikola Milošević, Zapisi o lažnim demokratama : odabrani ogledi Nikole Miloševića, Belgrado, Srpska liberalna stranka, 2007, ISBN 978-86-907073-8-6. (Record di falsi democratici - Saggi selezionati di Nikola Milošević)
- (SR) Kosta Čavoški, Čemu Demokratska stranka, Belgrado, Srpska liberalna stranka, 2007, ISBN 978-86-907073-6-2.  (SR) Kosta Čavoški, Čemu Demokratska stranka, Belgrado, Srpska liberalna stranka, 2007, ISBN 978-86-907073-6-2.  (SR) Kosta Čavoški, Čemu Demokratska stranka, Belgrado, Srpska liberalna stranka, 2007, ISBN 978-86-907073-6-2. (Perché un partito democratico?)
- (SR) Kosta Čavoški, Haški minotaur. Tom 1, Hag protiv pravde, Belgrado, Beoknjiga; Euroqwatro; Srpska liberalna stranka, 2007, ISBN 978-86-7694-141-4.  (SR) Kosta Čavoški, Haški minotaur. Tom 1, Hag protiv pravde, Belgrado, Beoknjiga; Euroqwatro; Srpska liberalna stranka, 2007, ISBN 978-86-7694-141-4.  (SR) Kosta Čavoški, Haški minotaur. Tom 1, Hag protiv pravde, Belgrado, Beoknjiga; Euroqwatro; Srpska liberalna stranka, 2007, ISBN 978-86-7694-141-4. (Il Minotauro dell'Aia. Vol. 1, L'Aia contro la giustizia)
- (SR) Kosta Čavoški, Haški minotaur. Tom 2, Hag protiv istine, Belgrado, Beoknjiga; Euroqwatro; Srpska liberalna stranka, 2007, ISBN 978-86-7694-142-1.  (SR) Kosta Čavoški, Haški minotaur. Tom 2, Hag protiv istine, Belgrado, Beoknjiga; Euroqwatro; Srpska liberalna stranka, 2007, ISBN 978-86-7694-142-1.  (SR) Kosta Čavoški, Haški minotaur. Tom 2, Hag protiv istine, Belgrado, Beoknjiga; Euroqwatro; Srpska liberalna stranka, 2007, ISBN 978-86-7694-142-1. (Il Minotauro dell'Aia. Vol. 2, L'Aia contro la verità)
- (SR) Aleksandar Nedić, Nisu pogazili zakletvu, Belgrado, Euroqwatro; Srpska liberalna stranka; Beoknjiga, 2007, ISBN 978-86-7694-145-2.  (SR) Aleksandar Nedić, Nisu pogazili zakletvu, Belgrado, Euroqwatro; Srpska liberalna stranka; Beoknjiga, 2007, ISBN 978-86-7694-145-2.  (SR) Aleksandar Nedić, Nisu pogazili zakletvu, Belgrado, Euroqwatro; Srpska liberalna stranka; Beoknjiga, 2007, ISBN 978-86-7694-145-2. (Non hanno mai violato il loro giuramento)
- (SR) Kosta Čavoški, Povodi i odjeci : ogledi u "Srpskoj reči", juli 1991 - decembar 1993., Belgrado, Srpska liberalna stranka, 2007, ISBN 978-86-907073-7-9.  (SR) Kosta Čavoški, Povodi i odjeci : ogledi u "Srpskoj reči", juli 1991 - decembar 1993., Belgrado, Srpska liberalna stranka, 2007, ISBN 978-86-907073-7-9.  (SR) Kosta Čavoški, Povodi i odjeci : ogledi u "Srpskoj reči", juli 1991 - decembar 1993., Belgrado, Srpska liberalna stranka, 2007, ISBN 978-86-907073-7-9. (Ragioni ed echi - Saggi di Srpska Reč, luglio 1991 - dicembre 1993.)
- (SR) Nedić (a cura di), Kako smo rehabilitovali Slobodana Jovanovića, Belgrado, Srpska liberalna stranka, 2007. (Come abbiamo riabilitato Slobodan Jovanović)
- (SR) Nikola Milošević, Filozofski ogledi, Belgrado, Srpska liberalna stranka, 2008, ISBN 978-86-907073-9-3.  (SR) Nikola Milošević, Filozofski ogledi, Belgrado, Srpska liberalna stranka, 2008, ISBN 978-86-907073-9-3.  (SR) Nikola Milošević, Filozofski ogledi, Belgrado, Srpska liberalna stranka, 2008, ISBN 978-86-907073-9-3. (Saggi filosofici)
- (SR) Kosta Čavoški, Kameleon, Belgrado, Srpska liberalna stranka, 2008, ISBN 978-86-87603-00-4.  (SR) Kosta Čavoški, Kameleon, Belgrado, Srpska liberalna stranka, 2008, ISBN 978-86-87603-00-4.  (SR) Kosta Čavoški, Kameleon, Belgrado, Srpska liberalna stranka, 2008, ISBN 978-86-87603-00-4. (Il camaleonte)